# Medicago archiducis-nicolai
Medicago archiducis-nicolai är en ärtväxtart som beskrevs av Sirj. Medicago archiducis-nicolai ingår i släktet luserner, och familjen ärtväxter. Inga underarter finns listade i Catalogue of Life.